# Aleksandr Aleksejevič Sizonenko
Aleksandr Aleksejevič Sizonenko (rus.: Александр Алексеевич Сизоненко) (selo Zaporižja, Hersonska oblast, Ukrajinska SSR, SSSR, 20. srpnja 1959. – Petrograd, 5. siječnja 2012.) je divovski bivši ukrajinski i ruski košarkaš. Najviši je čovjek u Rusiji.
Rodio se u ukrajinskom selu Zaporižju.
Na zadnjem mjerenju je bio visok 244 cm, a odonda je nastavio rasti. Igrao je na mjestu centra.
Iznimni rast mu je smanjio pokretnost. 
Plastinator Gunther von Hagens mu je poslao ponudu za njegovo tijelo, ali Sizenenko je to odbio.

## Igračka karijera
Igrao je za petrogradski Spartak od 1976. do 1978. i za Stroitelj od 1979. do 1986. godine.
Sa Spartakom je bio sovjetski doprvak 1976. i 1978.
Živio je kao umirovljeni invalid u Petrogradu. 

## Rekordi
Najveći učinak postignut u jednom susretu: 39 koševa, 15 blokada, 5 ukradenih lopta i 12 skokova.

## Vanjske poveznice
- (rus.) Александр Сизоненко — Судьба большого человека. «Спорт-Экспресс»
- (rus.) Интервью в «Новой газете»  Arhivirana inačica izvorne stranice od 29. siječnja 2012. (Wayback Machine)
- (rus.) Александр Сизоненко. Гигант на костылях  Arhivirana inačica izvorne stranice od 15. lipnja 2013. (Wayback Machine)
- (njem.) So lebt der längste Mensch der Welt, Jens Hartmann
- (njem.) Schuhgröße 63 aus Westfalen
- (rus.) Умер самый высокий человек России
- (rus.) Скончался самый высокий человек России